# Pseudaphaenops
Pseudaphaenops is een geslacht van kevers uit de familie van de loopkevers (Carabidae). De wetenschappelijke naam van het geslacht is voor het eerst geldig gepubliceerd in 1912 door Winkler.

## Soorten
Het geslacht Pseudaphaenops omvat de volgende soorten:
- Pseudaphaenops jocobsoni Pliginskiy, 1912
- Pseudaphaenops tauricus Winkler, 1912